# Willi Hörter

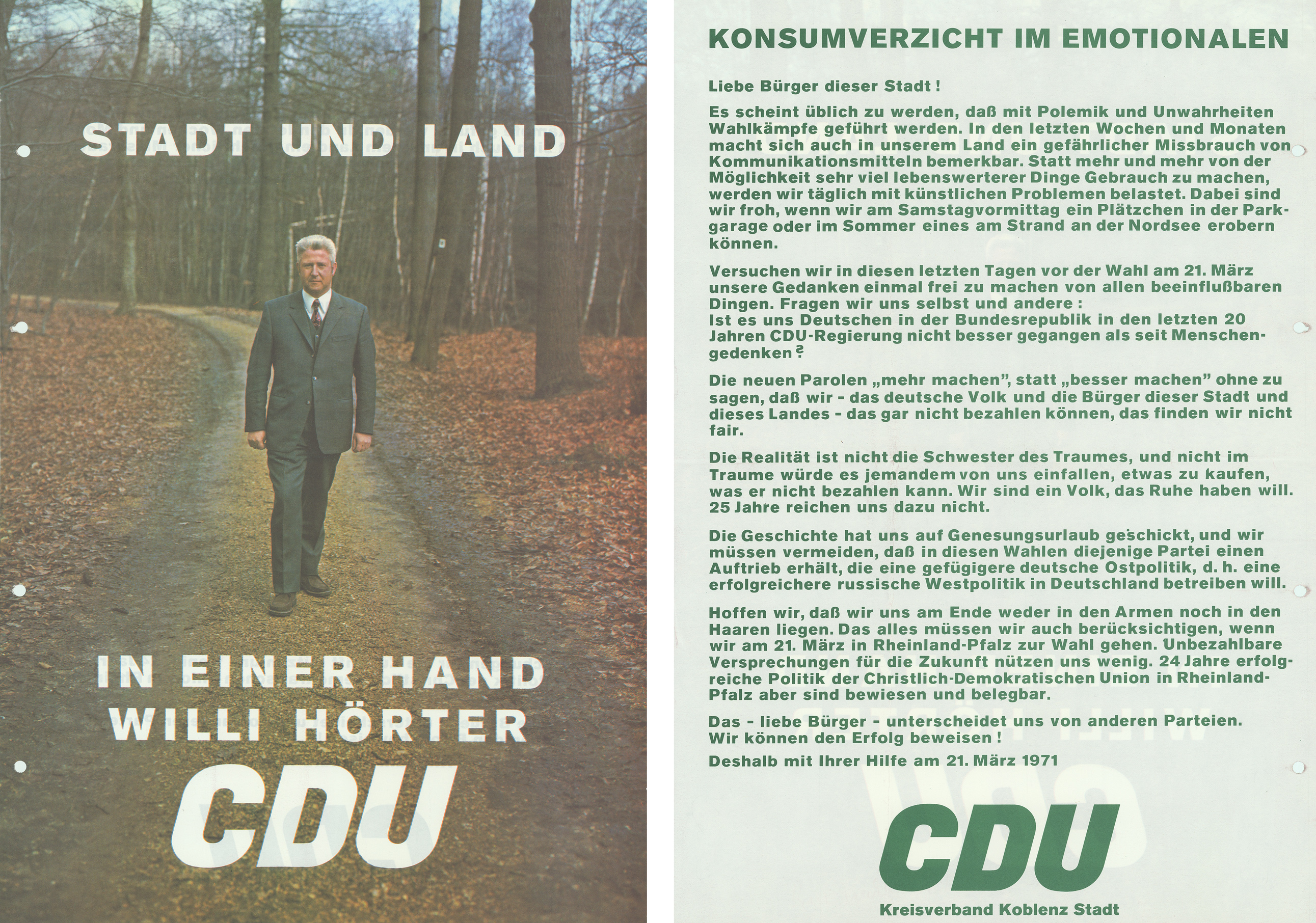
Vorder- und Rückseite eines Flugblatts (1971)

Willi Hörter (* 13. Januar 1930 in Koblenz; † 15. August 1996 ebenda) war ein deutscher Ingenieur und Politiker (CDU). Von 1972 bis 1994 war er Oberbürgermeister von Koblenz.

## Leben und Beruf
Hörter wurde als Sohn eines Bandagenmeisters geboren. Nach dem Schulbesuch absolvierte Hörter zunächst eine Ausbildung zum Maurer und bildete sich später zum Tiefbauingenieur fort. Er trat im Februar 1952 in den öffentlichen Dienst ein, arbeitete zunächst beim Sonderbauamt in Koblenz und wechselte danach zur Straßenverwaltung des Landes Rheinland-Pfalz. Später war er Vorsitzender des Fremdenverkehrs- und Heilbäderverbands Rheinland-Pfalz sowie Vizepräsident des Deutschen Fremdenverkehrsverbands. Sein 1958 geborener Sohn Michael Hörter war Mitglied der CDU-Stadtratsfraktion von Koblenz sowie Mitglied des rheinland-pfälzischen Landtags.

## Abgeordneter

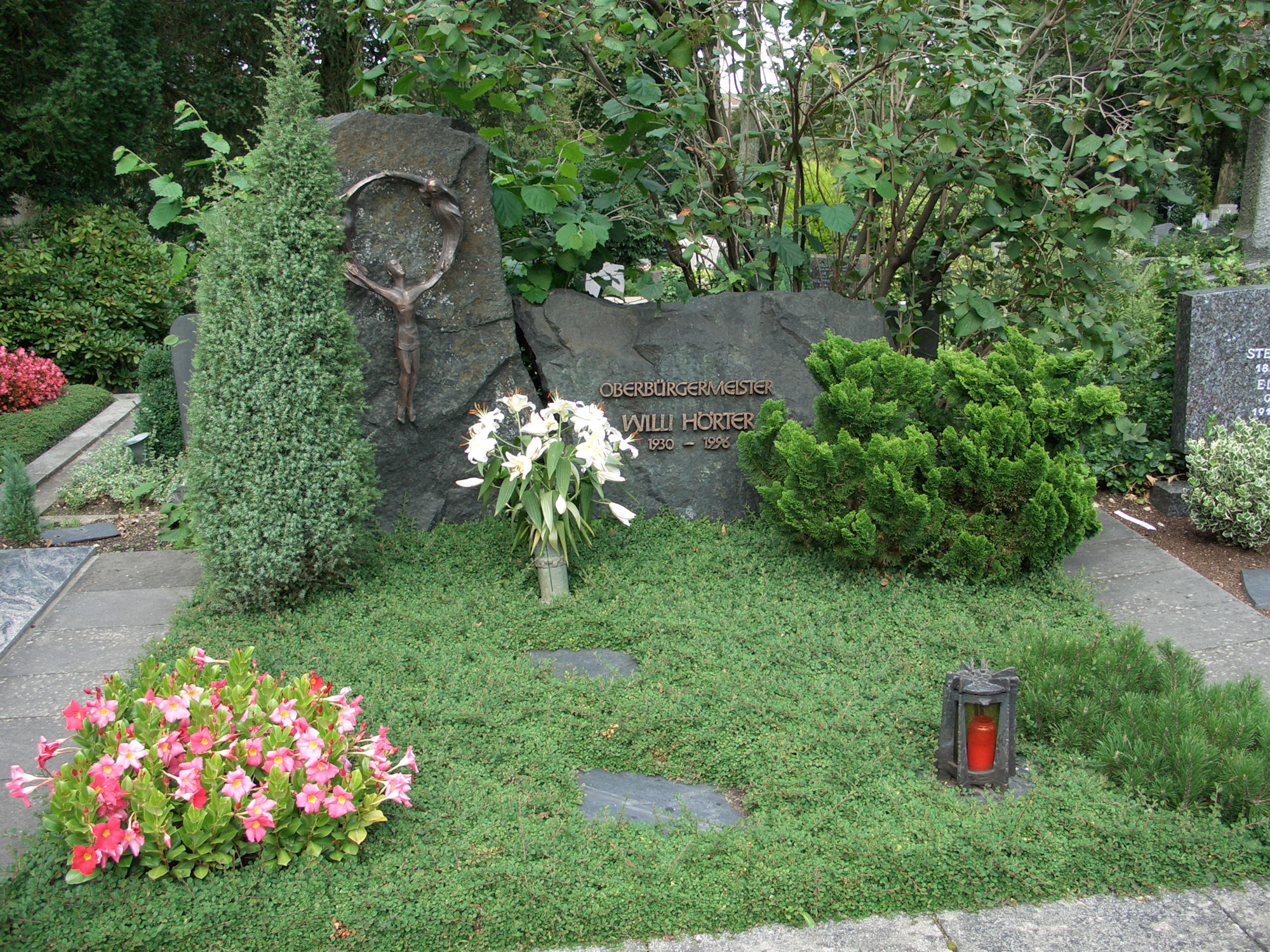
Grab von Willi Hörter auf dem Hauptfriedhof Koblenz

Hörter war von 1964 bis 1972 Ratsmitglied der Stadt Koblenz und dort gleichzeitig Vorsitzender der CDU-Fraktion. Dem Rheinland-Pfälzischen Landtag gehörte er von 1965 bis 1975 an. Von 1971 bis zum 31. Dezember 1972 war er Vorsitzender der CDU-Landtagsfraktion.

## Wirken als Koblenzer Oberbürgermeister
Hörter wurde am 14. Oktober 1972 zum Oberbürgermeister der Stadt Koblenz gewählt. Nach seiner Wiederwahl 1984 blieb er bis zum 12. Oktober 1994 im Amt. Er war mit 22 Amtsjahren einer der dienstältesten Oberbürgermeister in Deutschland. Sein Wirken war geprägt von der Vollendung des Wiederaufbaus der Stadt nach den schweren Luftangriffen auf Koblenz im Zweiten Weltkrieg und der weiteren Stadtentwicklung.
Dazu zählt die Eröffnung der Moseluferpromenade (Peter-Altmeier-Ufer) nach Aufgabe der Hafenanlagen (1973), die Errichtung eines Klärwerks in Wallersheim (1973), der Neubau der Feuerwache im Rauental (1973), der Neubau des Kemperhofs (1973) in Moselweiß, die Erweiterung der Europabrücke (1974), der Bau des Beatusbades (1974) in der Goldgrube, die Vollendung des Baus der Südbrücke (1975), die Restaurierung der Balduinbrücke (1975), die Erschließung des Verwaltungszentrums (1977), der Wiederaufbau von Haus Metternich, des Münzplatzes sowie des Dreikönigenhauses in der Altstadt (1977), der Neubau des Polizeipräsidiums (1978), der Neubau der Hauptstelle der Sparkasse Koblenz (1978), der Bau der Hohenfelderstraße (1979), der Neubau der Kreisverwaltung Mayen-Koblenz (1981), die Eröffnung der Wehrtechnische Studiensammlung Koblenz (1982), der Bau des Löhr-Centers (1984), der Bau des Bundesarchivs auf der Karthause (1986), die Einweihung der Kurt-Schumacher-Brücke (1990) und der Bau der Sporthalle Oberwerth (1992).
In seine Amtszeit fielen die Begründungen der Städtepartnerschaften mit Norwich (1978), Maastricht (1981), Novara (1991) und Austin (1992) sowie die 2000-Jahr-Feier der Stadt Koblenz (1992).

## Ehrungen
- 1975: Bundesverdienstkreuz 1. Klasse
- 1988: Großes Bundesverdienstkreuz
- 1995: Ehrenbürgerschaft der Stadt Koblenz
- Am 20. September 2013 wurde der Platz vor dem Rathaus, auf dem auch der Schängelbrunnen steht, in Willi-Hörter-Platz benannt.[1]